# Auengebiete von nationaler Bedeutung im Kanton Bern

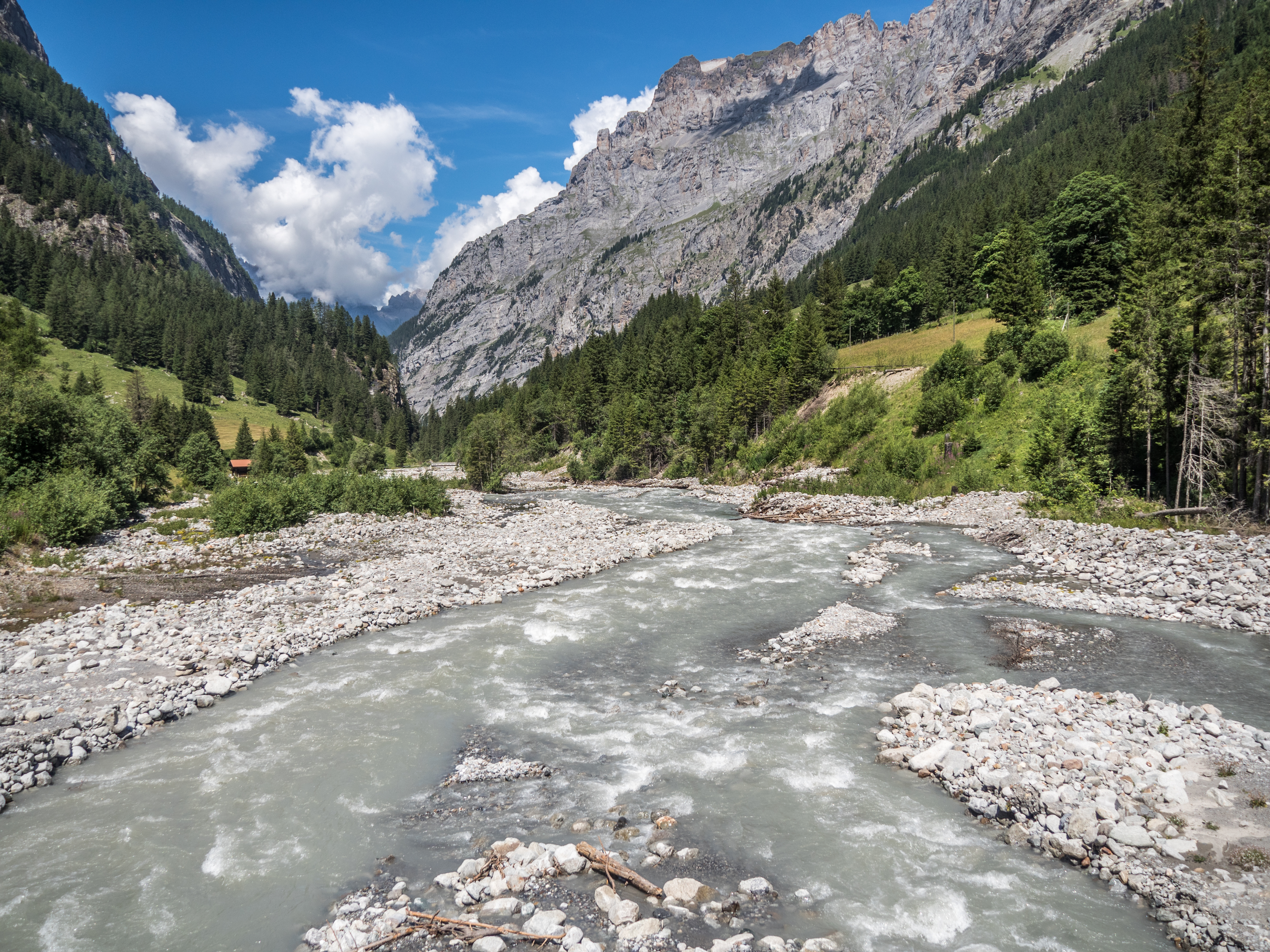
Das Auengebiet Gastere bei Selden an der jungen Kander im Gasterntal

Diese Liste der Auengebiete von nationaler Bedeutung im Kanton Bern enthält 54 Flussauen im Schweizer Kanton Bern, die durch die Bundesverordnung vom 28. Oktober 1992 geschützt und Teil des Bundesinventars der Auengebiete von nationaler Bedeutung (französisch Inventaire fédéral des zones alluviales d’importance nationale, italienisch Inventario federale delle zone golenali d’importanza nazionale) sind. Die Auenverordnung stützt sich auf den Artikel 18a, Absätze 1 und 3 des Bundesgesetzes vom 1. Juli 1966 über den Natur- und Heimatschutz.
In der Auenverordnung ist festgelegt, wer im Zusammenhang mit dem Aueninventar wofür zuständig ist. Demnach ist auf nationaler Ebene der Bund dafür zuständig, die national bedeutenden Auenobjekte in einem Inventar aufzulisten, die Liste publik zu machen und nach gesetzlichen Vorgaben Entschädigungen an Landeigentümer auszurichten. Den Kantonen kommt die Aufgabe zu, die inventarisierten Objekte als konkrete Naturschutzgebiete auszuweisen. Dazu legen sie nach Anhören der Grundeigentümer und Bewirtschafter den genauen Grenzverlauf der Objekte fest und scheiden ökologisch ausreichende Pufferzonen aus; sie treffen nach Anhören der Grundeigentümer und Bewirtschafter die zur Erhaltung der Objekte geeigneten Schutz- und Unterhaltsmassnahmen und erstatten dem Bund Bericht. Bei einigen Auengebieten hatten die Kantone von sich aus schon lange vor der Entstehung des Bundesinventars kantonale Naturreservate eingerichtet.

## Auentypen
Nach traditioneller Definition sind Auen jene Bereiche von Bächen, Flüssen und teils auch von Seen, die unterschiedlich lange periodisch überflutet werden und deren Grundwasserspiegel stark schwankt. Neben diesen klassischen Auenstandorten umfasst das Bundesinventar der Auengebiete von nationaler Bedeutung auch Gletschervorfelder und alpine Schwemmebenen. Mit ihrem stark schwankenden Wasserhaushalt und dem dynamischen Geschiebeverlauf bieten sie bestimmten Pionierpflanzen einzigartige Lebensräume. Der Kanton Graubünden weist von allen Kantonen die grösste Anzahl solcher Flächen in den Hochalpen auf. Das Bundesinventar teilt die inventarisierten Schutzzonen den folgenden Typen zu: Flussau, Seeufer, Delta, Gletschervorfeld und alpine Schwemmebene.

## Schutzziel
Ziel der Auenverordnung ist die ungeschmälerte Erhaltung der inventarisierten Gebiete. Insbesondere sind die auenspezifische einheimische Pflanzen- und Tierwelt und ihre ökologischen Voraussetzungen, die geomorphologische Eigenart und die natürliche Dynamik des Gewässer- und Geschiebehaushalts zu erhalten und soweit sinnvoll wiederherzustellen.
An einigen Flüssen sind nur noch Restflächen der ursprünglichen Auenlandschaften vorhanden, weil die Gewässer im 19. und 20. Jahrhundert zum Schutz vor Hochwasser verbaut und zur Energiegewinnung gestaut und teilweise abgeleitet wurden. Einzelne Strecken haben in jüngerer Zeit mit der Entfernung solcher Bauwerke wieder einen naturnahen Zustand als Auengebiete zurückerhalten.

## Nationale und internationale Datenbank
Die Europäische Umweltagentur (European Environment Agency) koordiniert die Daten der europäischen Mitglieder. Die inventarisierten Auengebiete der Schweiz führen in der internationalen Datenbank den Code «CH03». Sämtliche hier aufgelisteten Auengebiete erfüllen die Bedingungen der Kategorie IV der International Union for Conservation of Nature and Natural Ressources (IUCN): das heisst, sie erfüllen die Managementkategorie der IUCN. Die Aufstellung entspricht der Common Database on Designated Areas der Europäischen Umweltagentur (EEA). Die letzte Aufnahme eines Gebiets erfolgte 2017. Die nationale Quelle findet sich nach Kantonen sortiert im PDF-Format für jedes einzelne Objekt beim Bundesamt für Umwelt (BAFU). Die ZIP-Datei ist downloadbar.

## Revision
Das erste Aueninventar trat 1992 in Kraft, obwohl es noch unvollständig war. Gebiete über 800 m Meereshöhe wurden unvollständig erfasst. Mit der 1. Revision wurden im Jahr 2001 Schutzgebiete, die auf über 1800 m Meereshöhe liegen, im Inventar ergänzt. Das sind Gletschervorfelder und alpine Schwemmebenen. Mit der 2. Revision wurde das gesamte hydrographische Gebiet der Schweiz unterhalb der alpinen Stufe systematisch erfasst. Das resultierte in der Aufnahme vor allem von Auengebieten in gebirgigen und subalpinen Regionen, die bisher untervertreten waren. Das revidierte Aueninventar trat 2003 in Kraft. Das derzeitige Aueninventar stützt sich auf die Verordnung, die seit dem 1. November 2017 in Kraft ist.

## Erklärung der Spalten
- Objekt (Swisstopo): ist die nationale ID, die sich zusammensetzt aus dem Kantonskürzel, gefolgt von einer Nummer. Zur besseren Lesbarkeit trennt ein Bindestrich das Präfix von der Nummer. Der Link führt zum passenden Kartenausschnitt von Swisstopo, der das entsprechende Schutzgebiet als farbig hervorgehobene Fläche (shape) wiedergibt. Ein Klick auf diese Fläche führt zu den Objekt-Informationen. Und von hier leitet der Link unten zum detaillierten Objekt-Blatt im PDF-Format.
- Gebietsname/Lokalität: ist die offizielle Bezeichnung des Schutzgebiets und ist verlinkt mit dem entsprechenden Wikipedia-Artikel (wenn vorhanden) bzw. mit einem Abschnitt eines Wikipedia-Artikels (z. B. über eine Gemeinde, in der das Schutzgebiet liegt).
- Standort-Gemeinde(n): nennt die Gemeinde(n), in der/denen sich das Schutzgebiet befindet. Die Reihenfolge ist alphabetisch geordnet. Bei kantonsübergreifenden Gebiete steht das Kantonskürzel vor den Gemeinden.
- Gewässer: benennt das Gewässer, in/an dem das Auengebiet liegt.
- Auen-Typ: nennt den Typ, nach dem das Gebiet kategorisiert ist (Flussaue/Fliessgewässer, Seeufer, Delta, Gletschervorfeld oder alpine Schwemmebene).
- CDDA-Sitecode: stellt die ID des Schutzgebiets in der Commons Data on Designated Areas der Europäischen Umweltagentur für ausgewiesene Schutzgebiete in Natur- und Landschaftsschutz in Europa dar. Der Link führt direkt zum entsprechenden Objekt-Blatt mit einem zoombaren Kartenausschnitt.
- Fläche in ha: gibt die Fläche des Schutzgebiets in Hektar wieder.
- Koordinaten: werden nur als Icon dargestellt; der Quellcode zeigt die Werte auf den internationalen Standard umgerechnet.
- im Bundesinventar seit: bezeichnet das Jahr, in dem das Gebiet rechtskräftig in das Bundesinventar aufgenommen wurde.
- Revision: nennt das Jahr einer im Gebiet durchgeführten Revision
- Bild: ist der Platz für ein Bild. Hier kann die Vorlage Bilderwunsch als Platzhalter stehen. In diesem Fall erscheint der Wunsch auf einer Karte, die Bilderwünsche in geografischer Verteilung darstellt.
- Q-ID: ist die verlinkte ID des entsprechenden Wikidata-Objekts.

## Liste der Auengebiete von nationaler Bedeutung im Kanton Bern
| Objekt (Swisstopo) | Gebietsname Lokalität           | Gemeinde(n)                                                                                                 | Gewässer                                           | Auen-Typ            | CDDA- Sitecode    | Fläche in ha                   | Koordinate                  | im Bundesinventar seit | Revision              | Bild oder             | Q-ID       |
| ------------------ | ------------------------------- | --- | -------------------------------------------------- | ------------------- | ----------------- | ------------------------------ | --------------------------- | ---------------------- | --------------------- | --------------------- | ---------- |
| BE-44              | Oberburger Schachen             | Burgdorf, Hasle bei Burgdorf, Heimiswil                                                                     | Emme                                               | Fliessgewässer      | 148619            | 48,05                          | 47° 1′ 48″ N, 7° 38′ 28″ O  | 1992                   | 2003                  |                       | Q108204181 |
| BE-46              | Utzenstorfer Schachen           | Bätterkinden, Utzenstorf                                                                                    | Emme                                               | Fliessgewässer      | 148615            | 45,41                          | 47° 7′ 10″ N, 7° 32′ 14″ O  | 1992                   | 2017                  | oder                  | Q108086390 |
| BE-47              | Altwässer der Aare und der Zihl | Büren an der Aare, Dotzigen, Meienried, Meinisberg, Safnern, Scheuren, Schwadernau                          | Aare                                               | Fliessgewässer      | 148612            | 195,25                         | 47° 8′ 38″ N, 7° 20′ 53″ O  | 1992                   | 2017                  |                       | Q108086386 |
| BE-48              | Alte Aare: Lyss-Dotzigen        | Büetigen, Dotzigen, Kappelen, Lyss, Schwadernau, Studen, Worben                                             | Alte Aare                                          | Fliessgewässer      | 148614            | 190,20                         | 47° 6′ 19″ N, 7° 19′ 17″ O  | 1992                   | 2003, 2017            |                       | Q108086389 |
| BE-49              | Alte Aare: Aarberg-Lyss         | Aarberg, Kappelen, Lyss                                                                                     | Alte Aare                                          | Fliessgewässer      | 148616            | 193,60                         | 47° 3′ 50″ N, 7° 17′ 2″ O   | 1992                   | 2003, 2017            |                       | Q108086391 |
| BE-53              | Niederried-Oltigenmatt          | Golaten, Kallnach, Mühleberg, Radelfingen, Wileroltigen                                                     | Aare, Saane                                        | Fliessgewässer      | 148623            | 171,45                         | 46° 59′ 19″ N, 7° 15′ 1″ O  | 1992                   | 2017                  |                       | Q108086399 |
| BE-55              | Senseauen                       | BE: Guggisberg, Köniz, Neuenegg, Schwarzenburg FR: Alterswil, Heitenried, Plaffeien, St. Antoni, Ueberstorf | Sense                                              | Fliessgewässer      | 148635            | 312,75 (BE: 165,76 FR: 146,99) | 46° 48′ 7″ N, 7° 19′ 33″ O  | 1992                   |                       |                       | Q108086411 |
| BE-58              | Teuffengraben-Sackau            | Köniz, Oberbalm, Rüeggisberg, Rüschegg, Schwarzenburg                                                       | Schwarzwasser                                      | Fliessgewässer      | 148639            | 137,98                         | 46° 49′ 26″ N, 7° 23′ 8″ O  | 1992                   | 2017                  | oder                  | Q108086418 |
| BE-59              | Laupenau                        | Laupen, Mühleberg, Neuenegg                                                                                 | Saane                                              | Fliessgewässer      | 148629            | 29,22                          | 46° 55′ 28″ N, 7° 14′ 33″ O | 1992                   | 2017                  | oder                  | Q108086406 |
| BE-69              | Belper Giessen                  | Allmendingen, Belp, Bern, Kehrsatz, Köniz, Münsingen, Muri bei Bern, Rubigen                                | Aare                                               | Fliessgewässer      | 148631            | 417,55                         | 46° 53′ 55″ N, 7° 30′ 17″ O | 1992                   |                       |                       | Q108086408 |
| BE-70              | Chandergrien                    | Spiez | Kander, Thunersee                                  | Delta               | 148666            | 35,71                          | 46° 43′ 3″ N, 7° 38′ 17″ O  | 1992                   | rev.                  |                       | Q108086458 |
| BE-71              | Augand                          | Reutigen, Spiez, Wimmis                                                                                     | Kander, Simme                                      | Fliessgewässer      | 148669            | 72,19                          | 46° 41′ 29″ N, 7° 37′ 58″ O | 1992                   | 2003                  |                       | Q108086461 |
| BE-72              | Heustrich                       | Aeschi bei Spiez, Reichenbach im Kandertal, Wimmis                                                          | Kander                                             | Fliessgewässer      | 148677            | 37,71                          | 46° 38′ 33″ N, 7° 41′ 2″ O  | 1992                   | 2003, 2017            |                       | Q108086472 |
| BE-74              | Gastereholz                     | Kandersteg                                                                                                  | Kander                                             | Fliessgewässer      | 148704            | 161,58                         | 46° 27′ 35″ N, 7° 41′ 3″ O  | 1992                   |                       |                       | Q108086515 |
| BE-75              | Brünnlisau                      | Diemtigen, Erlenbach im Simmental, Wimmis                                                                   | Simme                                              | Fliessgewässer      | 148674            | 18,33                          | 46° 40′ 7″ N, 7° 36′ 33″ O  | 1992                   |                       |                       | Q108086467 |
| BE-76              | Wilerau                         | Diemtigen, Erlenbach im Simmental                                                                           | Simme                                              | Fliessgewässer      | 148675            | 12,74                          | 46° 39′ 37″ N, 7° 34′ 6″ O  | 1992                   |                       | oder                  | Q108086468 |
| BE-77              | Niedermettlisau                 | Därstetten, Erlenbach im Simmental                                                                          | Simme                                              | Fliessgewässer      | 148676            | 20,71                          | 46° 39′ 20″ N, 7° 30′ 46″ O | 1992                   | 2017                  |                       | Q108086470 |
| BE-78              | Engstlige: Bim Stei-Oybedly     | Frutigen | Engstlige                                          | Fliessgewässer      | 148688            | 90,41                          | 46° 33′ 11″ N, 7° 36′ 55″ O | 1992                   |                       |                       | Q108086485 |
| BE-79              | Weissenau                       | Unterseen                                                                                                   | Aare, Thunersee                                    | Delta               | 148673            | 45,54                          | 46° 40′ 22″ N, 7° 49′ 36″ O | 1992                   |                       |                       | Q108086466 |
| BE-80              | Chappelistutz                   | Gsteigwiler, Gündlischwand, Wilderswil                                                                      | Lütschine                                          | Fliessgewässer      | 148678            | 16,96                          | 46° 38′ 10″ N, 7° 53′ 35″ O | 1992                   | 2017                  |                       | Q108086473 |
| BE-81              | In Erlen                        | Grindelwald                                                                                                 | Weisse Lütschine, Schwarze Lütschine               | Fliessgewässer      | 148681            | 17,56                          | 46° 37′ 4″ N, 8° 2′ 8″ O    | 1992                   |                       |                       | Q108086476 |
| BE-83              | Jägglisglunte                   | Brienz | Aare                                               | Fliessgewässer      | 148663            | 2,08                           | 46° 44′ 26″ N, 8° 3′ 22″ O  | 1992                   |                       |                       | Q108086455 |
| BE-84              | Sytenwald                       | Meiringen                                                                                                   | Aare                                               | Fliessgewässer      | 148662            | 14,40                          | 46° 44′ 35″ N, 8° 8′ 17″ O  | 1992                   |                       |                       | Q108086454 |
| BE-86              | Sandey                          | Innertkirchen                                                                                               | Urbachwasser                                       | Fliessgewässer      | 148671            | 56,79                          | 46° 40′ 49″ N, 8° 12′ 42″ O | 1992                   | 2003, 2017            |                       | Q108086464 |
| BE-209             | Seewald-Fanel                   | BE: Gampelen, Ins NE: La Tène                                                                               | Canal de la Thielle, Lac de Neuchâtel              | Seeufer             | 148622            | 315,11 (BE: 305,66 NE: 9,45)   | 46° 59′ 44″ N, 7° 2′ 16″ O  | 1992                   |                       | oder                  | Q108086398 |
| BE-221             | Aare bei Altreu                 | BE: Arch, Leuzigen SO: Bettlach, Selzach                                                                    | Aare                                               | Fliessgewässer      | 148611            | 20,51 (BE: 12,31 SO: 8,20)     | 47° 11′ 3″ N, 7° 26′ 26″ O  | 1992                   |                       |                       | Q108086385 |
| BE-222             | Heidenweg/St. Petersinsel       | Erlach, Twann-Tüscherz                                                                                      | Bielersee                                          | Seeufer             | 148617            | 114,11                         | 47° 3′ 42″ N, 7° 7′ 28″ O   | 1992                   |                       |                       | Q108086392 |
| BE-223             | Hagneckdelta                    | Hagneck, Lüscherz, Täuffelen                                                                                | Aare-Hagneck-Kanal, Bielersee                      | Delta               | 148618            | 32,27                          | 47° 3′ 43″ N, 7° 10′ 46″ O  | 1992                   |                       |                       | Q108086394 |
| BE-224             | Rohr-Oey                        | Lauenen | Louibach                                           | Fliessgewässer      | 148712            | 37,17                          | 46° 24′ 19″ N, 7° 19′ 51″ O | 1992                   |                       | oder                  | Q108086522 |
| BE-314             | Kalte Sense                     | BE: Guggisberg FR: Plaffeien                                                                                | Kalte Sense                                        | Fliessgewässer      | 347654            | 50,73 (BE: 30,44 FR: 20,29)    | 46° 42′ 52″ N, 7° 20′ 21″ O | 2003                   |                       |                       | Q108089316 |
| BE-315             | Rotenbach                       | Guggisberg, Rüschegg                                                                                        | Kalte Sense                                        | Fliessgewässer      | 347791            | 17,79                          | 46° 43′ 4″ N, 7° 23′ 30″ O  | 2003                   |                       |                       | Q108205032 |
| BE-316             | Heubach                         | Rüschegg | Schwarzwasser, Wissenbach                          | Fliessgewässer      | 555597164         | 36,71                          | 46° 46′ 23″ N, 7° 25′ 1″ O  | 2017                   |                       |                       | Q108086282 |
| BE-317             | Seligraben                      | Riggisberg, Rüeggisberg, Rüschegg                                                                           | Seligrabenbach                                     | Fliessgewässer      | 555597165         | 29,36                          | 46° 46′ 34″ N, 7° 25′ 46″ O | 2017                   |                       | oder                  | Q108086283 |
| BE-319             | Emmeschlucht                    | Eggiwil, Schangnau                                                                                          | Emme                                               | Fliessgewässer      | 347665            | 36,86                          | 46° 50′ 4″ N, 7° 49′ 23″ O  | 1992                   | rev.                  |                       | Q108089329 |
| BE-320             | Innereriz                       | Eriz, Horrenbach-Buchen                                                                                     | Zulg                                               | Fliessgewässer      | 555597166         | 25,85                          | 46° 47′ 12″ N, 7° 48′ 21″ O | 2017                   |                       |                       | Q108086284 |
| BE-321             | Harzisboden                     | Habkern, Oberried am Brienzersee                                                                            | Emme                                               | Fliessgewässer      | 347666            | 9,54                           | 46° 47′ 11″ N, 7° 57′ 3″ O  | 1992                   | rev.                  | oder                  | Q108204996 |
| BE-322             | Rezliberg                       | Lenk | Trüebbach                                          | Fliessgewässer      | 347667            | 18,58                          | 46° 24′ 43″ N, 7° 28′ 53″ O | 2003                   |                       | oder                  | Q108204997 |
| BE-323             | Hornbrügg                       | Adelboden                                                                                                   | Allenbach, Rossbach                                | Fliessgewässer      | 347668            | ?                              | 46° 28′ 55″ N, 7° 31′ 25″ O | 2003                   |                       | oder                  | Q108089332 |
| BE-324             | Lochweid                        | Adelboden                                                                                                   | Tschentebach                                       | Fliessgewässer      | 347669            | 11,57                          | 46° 30′ 51″ N, 7° 34′ 24″ O | 2003                   |                       | oder                  | Q108089333 |
| BE-325             | Gastere bei Selden              | Kandersteg                                                                                                  | Kander                                             | Fliessgewässer      | 347646            | 8,62                           | 46° 26′ 40″ N, 7° 43′ 26″ O | 2003                   |                       |                       | Q108089307 |
| BE-326             | Tschingel                       | Reichenbach im Kandertal                                                                                    | Gamchibach, Gornerewasser, Tschingelsee            | Fliessgewässer      | 347663            | 67,93                          | 46° 33′ 8″ N, 7° 44′ 48″ O  | 2003                   |                       |                       | Q108204994 |
| BE-327             | Ganzenlouwina                   | Grindelwald                                                                                                 | Rychenbach                                         | Fliessgewässer      | 347661            | 30,38                          | 46° 39′ 46″ N, 8° 7′ 18″ O  | 2003                   |                       | oder                  | Q108089325 |
| BE-328             | Engstlenalp                     | Innertkirchen                                                                                               | Gentalwasser, Engstlensee                          | Fliessgewässer      | 555597167         | 13,38                          | 46° 46′ 24″ N, 8° 22′ 6″ O  | 2017                   |                       | oder                  | Q108086285 |
| BE-425             | Schmadribach-Chrummbach         | Lauterbrunnen                                                                                               | Schmadribach                                       | Fliessgewässer      | 555597194         | 5,60                           | 46° 30′ 47″ N, 7° 53′ 40″ O | 1992                   | rev.                  | oder                  | Q108086328 |
| BE-1121            | Kanderfirn                      | Kandersteg                                                                                                  | Kanderfirn, Alpetligletscher                       | Gletschervorfeld    | 347587            | 308,74                         | 46° 27′ 35″ N, 7° 46′ 15″ O | 2001                   | 2017                  |                       | Q108089207 |
| BE-1132            | Rezligletscher                  | Lenk | Rezligletscher, Glacier de la Plaine Morte         | Gletschervorfeld    | 347589            | 309,38                         | 46° 23′ 53″ N, 7° 30′ 15″ O | 2001                   | 2017                  | oder                  | Q108089209 |
| BE-1139            | Geltengletscher                 | Lauenen | Geltengletscher                                    | Gletschervorfeld    | 347590            | 177,39                         | 46° 21′ 30″ N, 7° 20′ 14″ O | 2001                   | 2017                  | oder                  | Q108089210 |
| BE-1206            | Gauligletscher                  | Innertkirchen                                                                                               | Gauligletscher, Grienbärgligletscher, Hiendertellt | Gletschervorfeld    | 347591            | 570,37                         | 46° 36′ 44″ N, 8° 12′ 26″ O | 2001                   | 2017                  | oder                  | Q108089211 |
| BE-1214            | Diechtergletscher               | Guttannen                                                                                                   | Diechtergletscher                                  | Gletschervorfeld    | 347568            | 242,50                         | 46° 38′ 33″ N, 8° 20′ 48″ O | 2001                   | 2017                  | oder                  | Q108089172 |
| BE-1216            | Rosenlauigletscher              | Schattenhalb                                                                                                | Rosenlauigletscher                                 | Gletschervorfeld    | 347570            | 141,37                         | 46° 39′ 57″ N, 8° 9′ 38″ O  | 2001                   | 2017                  | oder                  | Q108089174 |
| BE-1327            | Bächlisboden                    | Guttannen                                                                                                   | Bächlisbach                                        | Alpine Schwemmebene | 347766            | 26,66                          | 46° 35′ 8″ N, 8° 17′ 39″ O  | 2001                   |                       | oder                  | Q108205022 |
| BE-1352            | Engstligenalp                   | Adelboden                                                                                                   | Engstligenbach                                     | Alpine Schwemmebene | 347770            | 213,03                         | 46° 26′ 18″ N, 7° 33′ 32″ O | 2003                   | 2017                  |                       | Q108205026 |
| BE-1354            | Spittelmatte                    | BE: Kandersteg VS: Leukerbad                                                                                | Schwarzbach                                        | Alpine Schwemmebene | 347771            | 31,32 (BE: 28,81 VS: 2,51)     | 46° 26′ 38″ N, 7° 38′ 29″ O | 2001                   |                       | oder                  | Q108205027 |
| BE-1401            | Gamchigletscher                 | Reichenbach im Kandertal                                                                                    | Gamchigletscher                                    | Gletschervorfeld    | 347772            | 84,22                          | 46° 31′ 3″ N, 7° 47′ 56″ O  | 2001                   | 2017                  | oder                  | Q108205028 |
| Objekte insgesamt  | Objekte insgesamt               | Objekte insgesamt                                                                                           | Objekte insgesamt                                  | Objekte insgesamt   | Objekte insgesamt | 5'331,22                       | ha gesamte Auenfläche       | ha gesamte Auenfläche  | ha gesamte Auenfläche | ha gesamte Auenfläche |            |